# Yves Leresche
Yves Leresche est un photographe documentaire suisse, né le 9 juin 1962 à Lausanne.
Il est lauréat d’un World Press Photo en 1997, et d’un Swiss Press Photo Award en 2020.

## Biographie
Yves Leresche naît à Lausanne en juin 1962. Il se fait connaître comme photographe dans les années 1980 en photographiant la scène musicale locale.
Il commence sa carrière professionnelle comme graphiste publicitaire, puis se consacre à sa passion de l’image et devient photographe professionnel pour la presse à partir de 1991, à l’occasion d’un reportage de quatorze mois publié dans le Journal de Genève, « L’Europe des mers ». 
Il est connu pour ses reportages en immersion dans la communauté Rrom dont il a partagé  la vie pendant de nombreuses années en Roumanie et dans les Balkans. Ces photos seront récompensées notamment par un prix du World Press Photo en 1997. 
En 2020 il obtient le Swiss Press Photo Award. 
Photographe indépendant, Yves Leresche vit et travaille à Lausanne. Ses reportages sont publiés par divers titres de la presse de Suisse romande, comme 24heures, Le Nouveau Quotidien et Le Temps.

## Prix et récompenses
- 1995 : Prix Panorama Européen Kodak[2],
- 1997 : World Press Photo, People in the News, Stories, 3rd prize[5],
- 2001 : Prix Vaudois de la promotion et création artistique[2],
- 2003 : Grand Prix du festival de Biarritz[1],
- 2016 : Swiss Press Photo Award, 3e place dans la catégorie « Étranger »[1]

- 2020 : Swiss Press Photo Award dans la catégorie « Actualité » pour une photo prise lors de la grève des femmes à Lausanne, le 14 juin 2019[6],[1].

## Publications
- 1996 : L’Europe de Mers, Yves Leresche et Serge Michel, éditions Syrios, fondation pour les progrès de l’Homme.
- 2002 : Rrom, les Roms de Roumanie, avec Blaise Willa (textes), éditions Benteli (all.) et Infolio (fr.)[7].
- 2009 : Roma, Realities, decade 2005-2015 (en), en collaboration avec la DDC et La Banque Mondiale.
- 2015 : Roms, la quête infatigable du paradis, avec Leonardo Piasere, Jean-Pierre Tabin et Véra Tchérémissinof de l’association Opre Rrom (LS)[8].
- 2015 : Dolce-Vita, a music club, avec l’association Rue du Dr César Roux, Éditions L'Âge d'Homme.

## Expositions
- 1987 : Gueules nocturnes, Lausanne, Galerie 16/25.
- 1994 : L’Europe des mers, Lausanne, Hôtel de ville.
- 1995 : L’Europe des mers, Mai de la photo, Reims.
- 1997 : Les Roms de Roumanie, Nyon, Galerie Focale,
- 1997 : Les Roms de Roumanie, Cheb (République tchèque), Galerie 4.
- 1997 : Les Roms de Roumanie, Paris, Galerie Falguière 36.
- 1998 : Le Centre islamique de Lausanne, Lausanne, CIO.
- 1998 : Les Roms de Roumanie, Plzeň, Galerie Fribeth.
- 2002 : Rrom, Lausanne, photographies et audiovisuel en triptyque, Musée de l'Élysée[1].
- 2003 : Vivre ensemble, clients du supermarché Migros, Renens.
- 2003 : Vivre ensemble, passagers des transports Lausannois (TL), exposition sur un bus de ligne pendant une année, Lausanne.
- 2007 : Roma Realities, exposition itinérante, 2007- 2012, Budapest (H), Korcea (Alb.), Elbasan (Alb), Belgrade (SB), Novi-Sad (SB), Skopje (MK), Washington (USA), Monthey (CH).
- 2007 : Rroma, Krems Museum (A), photographie et audiovisuel en triptyque.
- 2009 : Rrom, European Economic and Social Comitee, Bruxelles.
- 2012 : Rrom et Roma Realities, Théâtre du Crochetan, Monthey.
- 2015 : Rrom, Fribourg, Bibliothèque cantonale et universitaire.
- 2015 : Roms, La quête infatigable du paradis, Forum de l’Hôtel de ville et une installation audiovisuelle sur trois places publiques de Lausanne.
- 2017 : La quête infatigable du paradis, installation audiovisuelle dans l’espace public, Genève
- 2017 : La quête infatigable du paradis, installation audiovisuelle dans l’espace public, Neuchâtel.

### Portfolio
- « Reportage sur la communauté Rrom , site du World Press Photo, consulté le 13 mai 2020.

### Vidéogramme
- « Yves Leresche est le photographe suisse de l’année », RTS, 3 mai 2020.